# Zuunmod
Zuunmod is een stad in Mongolië en is de hoofdplaats van de provincie Töv.

## Ligging
Zuunmod ligt op een hoogte van 1530 meter aan de zuidkant van het tot 2256 meter hoge gebergte Bogd Khan Uul. De hoofdstad Ulaanbaatar ligt op 43 km afstand, deze is over een geasfalteerde weg in een uur tijd te bereiken.

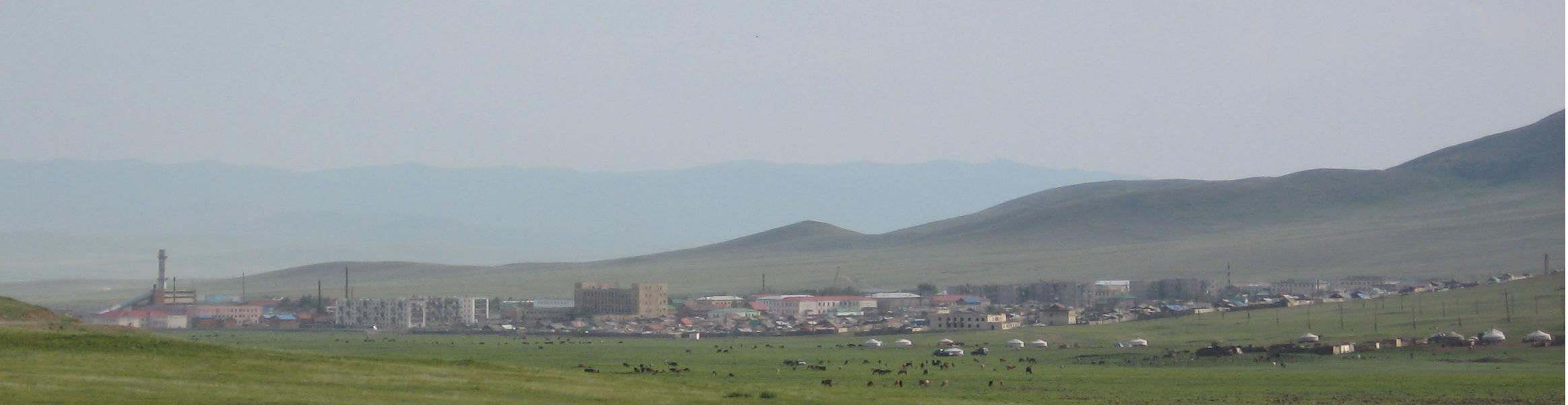
Panorama van de stad

## Geschiedenis
De historisch belangrijke Slag bij Jao Modo vond begin mei 1649 hier plaats, eindigend in een overwinning voor de Qing dynastie.
Op 13 juni 1696 behaalden troepen van de Chinese keizer Kangxi en Chalcha-Mongolen een overwinning op de Dzjoengaren onder Galdan, de aanvoerder van de West-Mongolen. Galdan's echtgenote werd gedood, en Galdan overleed korte tijd later, mogelijk pleegde hij zelfmoord of werd hij vergiftigd. De overwinning maakte het onder andere mogelijk om de tentstad Urga (het huidige Ulaanbaatar) van Binnen-Mongolië naar Buiten-Mongolië te verplaatsen.
In 1733 werd nabij de stad het lamaïstische Manzushirklooster gesticht, dat tot de verwoesting een van de grootste van Mongolië was  – aan de religieuze ceremonies namen vaak meer dan 1000 monniken deel.
Sinds 1942 is Zuunmod de hoofdstad van de centrale ajmag, die daarvoor vanuit Ulaanbaatar werd bestuurd.

## Bezienswaardigheden
Het Manzushirklooster is gelegen nabij Zuunmod in het nationaal park Bogd Khan.
Het werd in 1733 gesticht en bestond ooit uit 20 tempels, er woonden 300 monniken. Sinds 1750 stond het onder persoonlijke leiding van de Bogd Gegen. In de communistische periode (1937) werd het grotendeels verwoest, de belangrijkste tempel werd in de jaren 1990 gerestaureerd en is nu een museum.
Daarnaast staat de, ook als ruïne nog imposante, Togtsjin Tempel die in 1749 werd gebouwd. De bouwstijl herinnert aan de tempels van Tibet. Op het uitgestrekte kloosterterrein zijn de ruïnes van 17 gebouwen te onderscheiden.
In de rotswand boven het klooster zijn boeddhistische rotsschilderingen en reliëfs uit de 18e eeuw te zien, die in 1937 van verwoesting verschoond bleven. Op sommige rotsen zijn boeddhistische inscripties in het Tibetaans behouden gebleven.
Bij de ingang van het kloosterterrein staat een klein museum met opgezette dieren en o.a. een schilderij van het klooster zoals het er voor 1937 uitzag.  Nabij het museum staat een twee ton zware bronzen ketel uit 1726 met inscriptie in het Tibetaans, waarin ter verzorging van pelgrims tegelijk 10 schapen of 2 runderen bereid konden worden.
In het centrum van de stad, die veel met bomen beplante straten heeft, staat het in 2007 geopende provinciemuseum. Even buiten het centrum staat het kleine klooster Dasjtsjoinchorlon Chiid met een tempel waarin regelmatig boeddhistische ceremonies en herdenkingen plaatsvinden.
In de stad staat een Rooms-Katholieke kerk, waarvan de bouw op een joert lijkt.

## Infrastructuur
Als ajmag-hoofdstad is Zuunmod zetel van verschillende overheidsorganen en scholen. De stad, die ook graag wordt bezocht door mensen uit Ulaanbaatar, beschikt over een ziekenhuis, een hotel en talrijke winkels. Tussen Zuunmod en de landshoofdstad rijden lijnbussen.

## Afbeeldingen

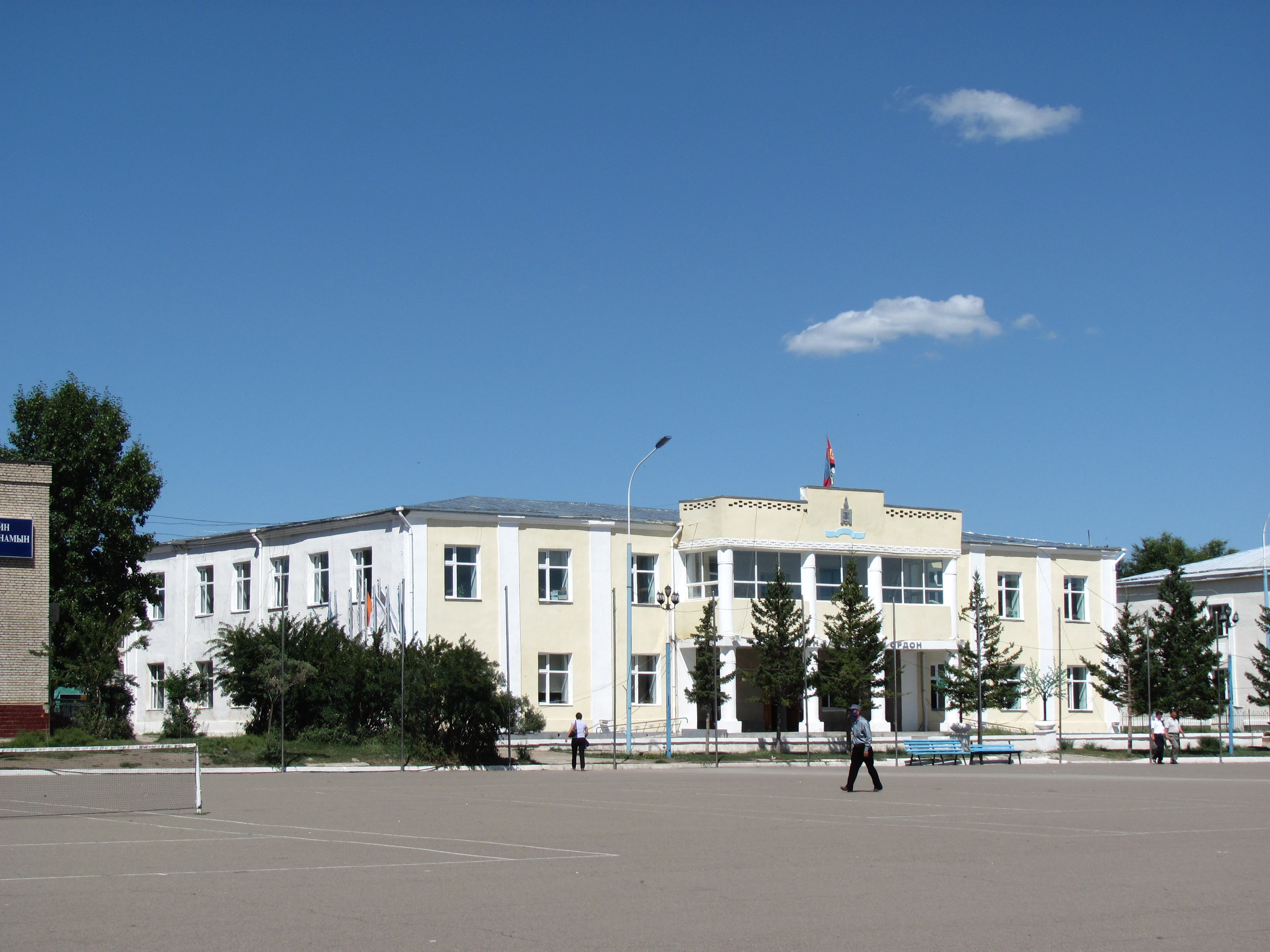
Stadhuis